# Obac del Barranc de l'Espona
L'Obac del Barranc de l'Espona és una extensa obaga del terme municipal de Castell de Mur, dins de l'antic terme de Mur, al Pallars Jussà. Es troba en territori de Mur.
Està situat a la dreta del barranc de l'Espona, davant mateix i al sud-oest de Puigcercós Vell, a l'extrem nord-est del terme municipal de Castell de Mur.